# Municipio de Delano (Kansas)
El municipio de Delano (en inglés: Delano Township) es un municipio ubicado en el condado de Sedgwick en el estado estadounidense de Kansas. En el año 2010 tenía una población de 11 habitantes y una densidad poblacional de 2,2 personas por km².

## Geografía
El municipio de Delano se encuentra ubicado en las coordenadas 37°43′8″N 97°25′5″O / 37.71889, -97.41806. Según la Oficina del Censo de los Estados Unidos, el municipio tiene una superficie total de 5.01 km², de la cual 4,22 km² corresponden a tierra firme y (15,78 %) 0,79 km² es agua.

## Demografía
Según el censo de 2010, había 11 personas residiendo en el municipio de Delano. La densidad de población era de 2,2 hab./km². De los 11 habitantes, el municipio de Delano estaba compuesto por el 100 % blancos. Del total de la población el 0 % eran hispanos o latinos de cualquier raza.